# Castianeira alata
Espèce
Castianeira alata est une espèce d'araignées aranéomorphes de la famille des Corinnidae.

## Distribution
Cette espèce est endémique du Maryland aux États-Unis,. Elle se rencontre dans le comté de Montgomery.

## Description
Le mâle holotype mesure 5,0 mm et la femelle paratype 9,3 mm.

## Publication originale
- Muma, 1945 : New and interesting spiders from Maryland. Proceedings of the Biological Society of Washington, vol. 58, p. 91-104 (texte intégral).